# Francesco Paredi
Francesco Paredi (Calolziocorte, 3 maggio 1922 – ...) è stato un calciatore italiano, di ruolo centrocampista.

## Caratteristiche tecniche
Giocatore alto e forte fisicamente, viene impostato come centromediano per sfruttarne le doti fisiche con cui sopperisce a una tecnica di base limitata.

## Carriera
Cresciuto nell'Olginatese, nel 1941 passa tra le file dell'Atalanta, con cui disputa il torneo di guerra ed esordisce in Serie A disputando 9 partite nel campionato di Divisione Nazionale 1945-1946. Tuttavia le prestazioni non gli valgono la riconferma, e si trasferisce al Piacenza. In Emilia rimane per due stagioni, entrambe tra i cadetti, alternandosi a Mario Magotti. In seguito alla retrocessione del Piacenza in Serie C si trasferisce alla SPAL, di nuovo in Serie B, giocando come titolare.
Prosegue la carriera nel Seregno, in Serie C, e con la formazione lombarda ottiene la promozione, vincendo il proprio girone nel campionato di Serie C 1949-1950. Viene riconfermato anche per la stagione successiva, nella quale non evita la retrocessione in terza serie.
Ha totalizzato 9 presenze in Divisione Nazionale e 111 presenze con una rete in Serie B.